# Continental O-300
Der Continental O-300 (Baureihen A, C und D) ist ein Kolbenflugmotor des US-amerikanischen Herstellers Continental. Der luftgekühlte Sechszylinder-Viertakt-Boxermotor hat einen Hubraum von 301 Kubikzoll (cubic inches), was im metrischen System knapp 5 Litern entspricht. Das Triebwerk mit einem Leergewicht von 248,7 lbs (112,8 kg) leistet bei einer Drehzahl von 2700 min−1 145 PS.

## Geschichte
1947 wurde der O-300 aus der Continental C-125 Serie weiterentwickelt unter der Bezeichnung C-145 hergestellt. Der O-300 ist eine modernisierte C-145 Version und wurde bis 2004 gefertigt. In den 1960er Jahren wurde dieser Motor auch von Rolls-Royce in Lizenz gebaut. 

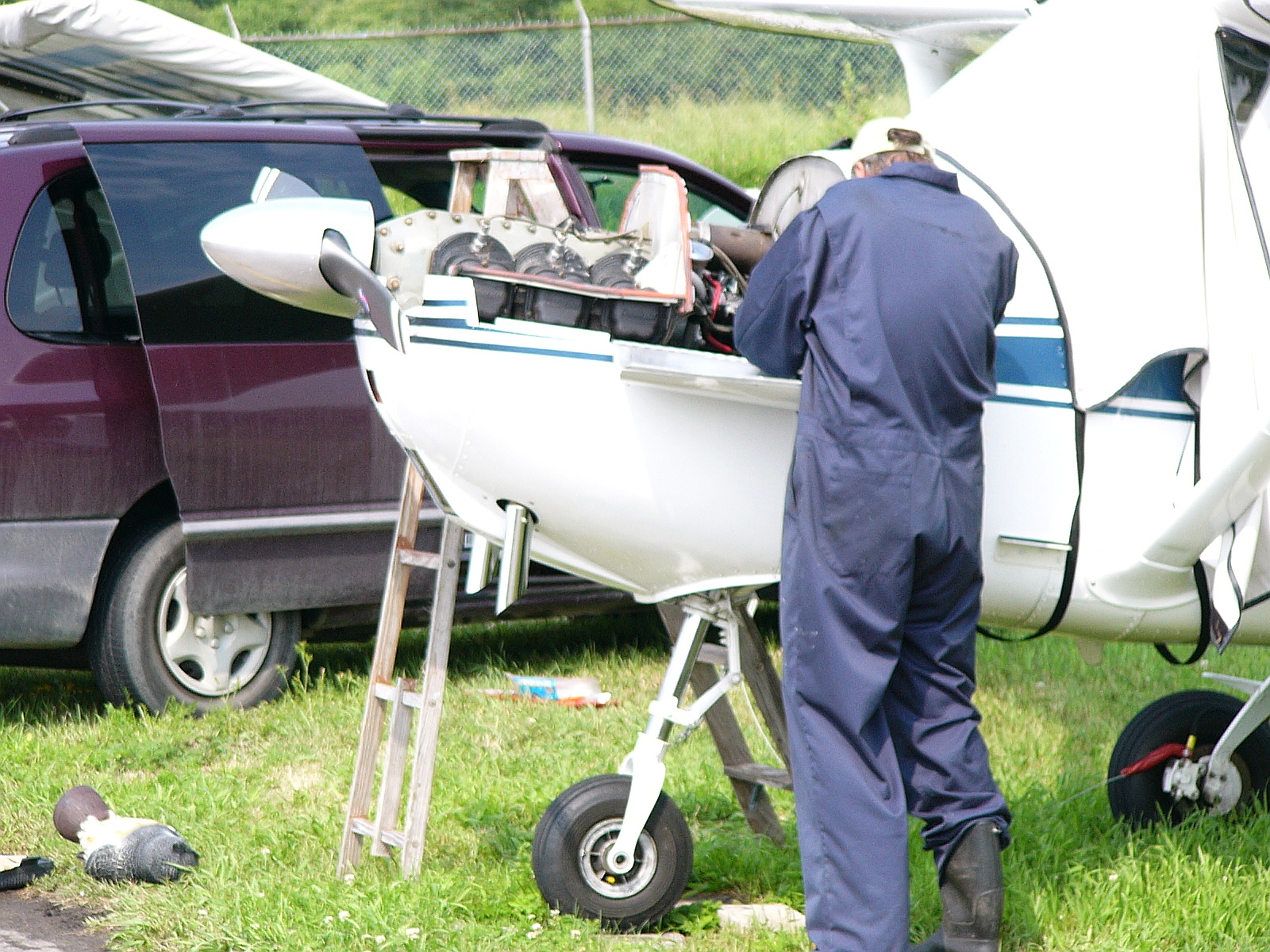
Continental O-300 Wartungsarbeiten an Cessna 172

## Varianten
- C-145, 145 PS (108 kW)
- O-300, modernisierte C-145, 145 PS (108 kW)
- GO-300, 175 PS (130 kW)
- Voyager 300, flüssigkeitsgekühlte Einspritz-Version mit 170 PS (127 kW) bei 2700 min−1

## Anwendungen
Genaue Stückzahlen gibt es nicht. Rund 55.000 Stück der Typen C-145/O-300 wurden allein in den Cessna 170/172 verwendet.
- Aeronca Sedan
- Baumann Brigadier
- Cessna 160
- Cessna 170
- Cessna 172
- Maule M-4
- Meyers MAC-145
- Taylorcraft 15
- Temco TE-1A
- Globe Swift

## Technische Daten (O-300-A, C & D)
- Bauart: Sechszylinder-Boxermotor
- Verdichtungsverhältnis: 7,0:1
- Zündfolge: 1-6-3-2-5-4
- Bohrung: 4  1⁄16  Zoll (4,0625 inch bzw. 103,12 mm)
- Hub: 3 7⁄8  Zoll (3,875 inch bzw. 98,55 mm)
- Hubraum: 4939 cm³ (301 Kubikzoll)
- Start- und Dauerleistung: 145 PS bei 2700 min−1
- Leergewicht: 112,8 kg (248,7 lbs)
- Länge: 913,64 mm (35,97 inch)
- Breite: 800 mm (31,50 inch)
- Höhe: 696,21 mm (27,41 inch)
- Ölfüllmenge 7,6 Liter (8 U.S. Quart)
- Öltemperatur: 
  - Minimum für Start: 23,88 °C (75 °F)
  - Maximaltemperatur: 107,22 °C (225 °F)
- Zylindertemperatur: 
  - Betrieb: 215,55 °C (420 °F)
  - Maximaltemperatur: 273,88 °C (525 °F)